# Welterbe in Finnland
Zum Welterbe in Finnland gehören (Stand 2017) sieben UNESCO-Welterbestätten, darunter sechs Stätten des Weltkulturerbes und eine Stätte des Weltnaturerbes. Finnland hat die Welterbekonvention 1987 ratifiziert, die ersten beiden  Welterbestätten wurden 1991 in die Welterbeliste aufgenommen. Die bislang letzte Welterbestätte wurde 2006 eingetragen.

## Welterbestätten
Die folgende Tabelle listet die UNESCO-Welterbestätten in Finnland in chronologischer Reihenfolge nach dem Jahr ihrer Aufnahme in die Welterbeliste (K – Kulturerbe, N – Naturerbe, K/N – gemischt, (G) – auf der Liste des gefährdeten Welterbes).
| Bild                                                             | Bezeichnung                                                      | Jahr | Typ | Ref. | Beschreibung |
| ---------------------------------------------------------------- | ---------------------------------------------------------------- | ---- | --- | ---- | --- |
| (weitere Bilder)                                                 | Altstadt von Rauma (Lage)                                        | 1991 | K   | 582  | Direkt am Bottnischen Meerbusen gelegen, ist Rauma ein herausragendes Beispiel für eine alte, aus Holz erbaute, nordische Stadt. Obwohl sie gegen Ende des 17. Jahrhunderts durch ein Feuer verwüstet wurde, hat sie ihr architektonisches Erbe bewahrt. |
| (weitere Bilder)                                                 | Festung Suomenlinna (Lage)                                       | 1991 | K   | 583  | Suomenlinna ist eine im 18. Jahrhundert entstandene Festung, die auf mehreren miteinander verbundenen Inseln vor der finnischen Hauptstadt Helsinki liegt. Zu der insgesamt etwa 80 ha großen Festung gehören insgesamt etwa 200 Gebäude und 105 Kanonen. Die Gesamtlänge der Mauern und Bastionen beträgt 6 km. |
| (weitere Bilder)                                                 | Alte Kirche von Petäjävesi (Lage)                                | 1994 | K   | 584  | Die Alte Kirche von Petäjävesi ist eine zwischen 1763 und 1764 erbaute Holzkirche in der Gemeinde Petäjävesi. In der Architektur der Kirche verbinden sich Elemente der Renaissance mit älteren Einflüssen der Gotik und der Formensprache der finnischen Holzarchitektur. |
| Historische Kartonfabrik von Verla                               | Historische Kartonfabrik von Verla                               | 1996 | K   | 751  | Die Kartonfabrik von Verla sowie der damit verbundenen Wohnbereich sind ein herausragendes Beispiel für kleine ländliche Industrieansiedlungen zur Kartonproduktion des 19. und frühen 20. Jahrhunderts. |
| Friedhof von Sammallahdenmäki mit Grabstätten aus der Bronzezeit | Friedhof von Sammallahdenmäki mit Grabstätten aus der Bronzezeit | 1999 | K   | 579  | Die bronzezeitliche Grabanlage von Sammallahdenmäki umfasst mehr als 30 Granitgrabhügel und bietet einen einzigartigen Einblick in die Bestattungsriten sowie die sozialen und religiösen Strukturen des nördlichen Europas vor mehr als drei Jahrtausenden. |
| Struve-Bogen                                                     | Struve-Bogen                                                     | 2005 | K   | 1187 | Umfasst 34 besonders markierte geodätische Messpunkte entlang des Struve-Bogens, davon 6 in Finnland und weitere in Estland, Lettland, Litauen, Moldawien, Norwegen, Russland, Schweden, der Ukraine und Weißrussland. |
| Schärenküste - Kvarken-Archipel                                  | Schärenküste - Kvarken-Archipel                                  | 2006 | N   | 898  | Das am Bottnischen Meerbusen gelegene Kvarken-Archipel vermittelt mit seinem hügeligen Küstengebiet ein deutliches Bild über die geologischen Formationen und die Entwicklung der Vegetation nach der letzten Eiszeit. Besonders ist hier auch die durch unterschiedliches Abschmelzen des Eises bedingte isostatische Landhebung gut zu erkennen. Erweiterung des 2000 in das Welterbe aufgenommenen schwedischen Gebiets Höga Kusten |

## Tentativliste
In der Tentativliste sind die Stätten eingetragen, die für eine Nominierung zur Aufnahme in die Welterbeliste vorgesehen sind.

### Aktuelle Welterbekandidaten
Mit Stand 2021 sind zwei Stätten in der Tentativliste von Finnland eingetragen, die letzte Eintragung erfolgte 2021.
Die folgende Tabelle listet die Stätten in chronologischer Reihenfolge nach dem Jahr ihrer Aufnahme in die Tentativliste.
| Bild                                    | Bezeichnung                                                                                            | Jahr | Typ | Ref. | Beschreibung |
| --------------------------------------- | --- | ---- | --- | ---- | --- |
| (weitere Bilder)                        | Das architektonische Werk von Alvar Aalto - eine menschliche Dimension für die moderne Bewegung (Lage) | 2021 | K   | 6509 | Beinhaltet den Eintrag des Sanatorium Paimio von 2004 sowie weitere Bauten von Alvar Aalto: die Villa Aalto, das Studio Aalto, das Haus der Kultur, das Volkspensionsamt und die Finlandia-Halle in Helsinki, sowie die Zellulosefabrik und Wohnsiedlung von Sunila in Kotka, die Villa Mairea in Noormarkku, das Rathaus von Säynätsalo, das Experimentalhaus in Muuratsalo, Kirche Drei Kreuze in Vuoksenniska, Aalto Campus an der Universität Jyväskylä und das Zentrum von Seinäjoki. |
| Archipel der Ringelrobben am Saimaa See | Archipel der Ringelrobben am Saimaa See                                                                | 2021 | N   | 6510 | Beinhaltet Teile des Saimaa-Pielinen-Seensystems, dass seit 2004 auf der Tentativliste stand. |

### Ehemalige Welterbekandidaten
Diese Stätten standen früher auf der Tentativliste, wurden jedoch wieder zurückgezogen oder von der UNESCO abgelehnt. Stätten, die in anderen Einträgen auf der Tentativliste enthalten oder Bestandteile von Welterbestätten sind, werden hier nicht berücksichtigt.
| Bild                                                               | Bezeichnung                                                              | Jahr      | Typ | Ref. | Beschreibung |
| ------------------------------------------------------------------ | ------------------------------------------------------------------------ | --------- | --- | ---- | --- |
| Prähistorische eisenzeitliche Überreste von Rapola in Valkeakoski  | Prähistorische eisenzeitliche Überreste von Rapola in Valkeakoski (Lage) | 1990–1996 | K   |      | Rapola ist eine eisenzeitliche Wallburg im Ortsteil Sääksmäki der Stadt Valkeakoski |
| Mittelalterliche Burg Olavinlinna in Savonlinna                    | Mittelalterliche Burg Olavinlinna in Savonlinna (Lage)                   | 1990–2006 | K   |      | Olavinlinna ist eine mittelalterliche Burg in der Stadt Savonlinna. Sie gilt als die am besten erhaltene mittelalterliche Burg in Nordeuropa. |
| Historische Steinzeichnungen auf der Insel Gaddtarmen (Hauensuoli) | Historische Steinzeichnungen auf der Insel Gaddtarmen (Hauensuoli)       | 1990–2021 | K   | 215  | |
| Die große Steinzeit-Ruine von Kastelli bei Pattijoki               | Die große Steinzeit-Ruine von Kastelli bei Pattijoki                     | 1990–2021 | K   | 219  | Überreste von Bauwerken aus der Steinzeit |
| (weitere Bilder)                                                   | Felsbilder von Astuvansalmi bei Ristiina                                 | 1990–2021 | K   | 220  | Die Felsbilder von Astuvansalmi bei Ristiina sind ein Ensemble von prähistorischen Felsbildern. Die Malereien befinden sich auf einem Felsen, der, aus einer bestimmten Richtung betrachtet, wie ein menschlicher Kopf anmutet. Der Fels diente vermutlich als Kultstätte.           |
| (weitere Bilder)                                                   | Heilige Kultstätte der Samen von Ukonsaari bei Inari (Lage)              | 1990–2021 | K   | 221  | Ukonsaari bei der Gemeinde Inari ist eine heilige Stätte der Sámi. Es ist eine felsige Insel mit steilen Klippen in der Mitte des Sees Inarijärvi. Auf der Westseite gibt es eine Opfer-Höhle                                                                                        |
| Saimaa-Pielinen-Seensystem                                         | Saimaa-Pielinen-Seensystem                                               | 2004–2021 | N   | 1865 | Das nach den großen Seen Saimaa und Pielinen benannte Saimaa-Pielinen-Seensystem stellt ein System zahlreicher miteinander verbundener Seen (oder Teilseen) dar, das rund 4.370 Quadratkilometer Fläche bedeckt. Als Gesamtheit betrachtet bildet es den viertgrößten See in Europa. |